# Amara Miller
Pour les articles homonymes, voir Miller.
Amara Miller (née le 4 mai 2000) est une actrice américaine connue pour sa première performance dans le film The Descendants, pour lequel elle a remporté un Young Artist Award.
Miller vit à Pacific Grove, en Californie, avec ses parents, Ahnalisa et Michael Miller.

## Filmographie

### Télévision
- 2012 : 1600 Penn : Marigold Gilchrist[3]

### Cinéma
- 2011 : The Descendants : Scottie King[4],[5],[6]
- 2014 : Un foutu conte de Noël : Pam